# Campeonato Europeo de Baloncesto Masculino de 1951
La edición VII del Campeonato Europeo de Baloncesto se celebró en Francia del 3 de mayo al 12 de mayo de 1951 en la ciudad de París. El torneo contó con la participación de 18 selecciones nacionales.
La medalla de oro fue para la selección de la Unión Soviética, que se impuso en la final a Checoslovaquia por 45 a 44. La medalla de bronce para la selección de Francia.

## Grupos
Los 18 equipos participantes fueron divididos en cuatro grupos de la forma siguiente:
| Grupo A      | Grupo B         | Grupo C  | Grupo D          |
| ------------ | --------------- | -------- | ---------------- |
| Francia      | Dinamarca       | Bulgaria | Bélgica          |
| Italia       | Finlandia       | Grecia   | Alemania Federal |
| Luxemburgo   | Austria         | Portugal | Escocia          |
| Países Bajos | Unión Soviética | Rumania  | Checoslovaquia   |
| Suiza        | Turquía         |          |                  |

## Primera fase

### Grupo A
| Equipo       | J | G | P | T+  | T-  | DT   | PTS |
| ------------ | - | - | - | --- | --- | ---- | --- |
| Italia       | 4 | 3 | 1 | 233 | 132 | +101 | 7   |
| Francia      | 4 | 3 | 1 | 232 | 146 | +86  | 7   |
| Países Bajos | 4 | 3 | 1 | 172 | 177 | -5   | 7   |
| Suiza        | 4 | 1 | 3 | 180 | 214 | -34  | 5   |
| Luxemburgo   | 4 | 0 | 4 | 114 | 262 | -148 | 4   |

| Fecha    | Partido      | Partido | Partido      | Resultado |
| -------- | ------------ | ------- | ------------ | --------- |
| 03.05.51 | Francia      | -       | Italia       | 49-37     |
| 03.05.51 | Suiza        | -       | Países Bajos | 44-48     |
| 04.05.51 | Italia       | -       | Países Bajos | 53-28     |
| 04.05.51 | Francia      | -       | Luxemburgo   | 72-26     |
| 05.05.51 | Italia       | -       | Suiza        | 67-35     |
| 05.05.51 | Luxemburgo   | -       | Países Bajos | 32-46     |
| 06.05.51 | Países Bajos | -       | Francia      | 50-48     |
| 06.05.51 | Luxemburgo   | -       | Suiza        | 36-68     |
| 07.05.51 | Luxemburgo   | -       | Italia       | 20-76     |
| 07.05.51 | Francia      | -       | Suiza        | 63-33     |

### Grupo B
| Equipo          | J | G | P | T+  | T-  | DT   | PTS |
| --------------- | - | - | - | --- | --- | ---- | --- |
| Unión Soviética | 4 | 4 | 0 | 312 | 117 | +195 | 8   |
| Turquía         | 4 | 3 | 1 | 227 | 154 | +73  | 7   |
| Finlandia       | 4 | 2 | 2 | 175 | 180 | -5   | 6   |
| Austria         | 4 | 1 | 3 | 112 | 200 | -88  | 5   |
| Dinamarca       | 4 | 0 | 4 | 94  | 269 | -175 | 4   |

| Fecha    | Partido         | Partido | Partido         | Resultado |
| -------- | --------------- | ------- | --------------- | --------- |
| 03.05.51 | Dinamarca       | -       | Unión Soviética | 13-109    |
| 03.05.51 | Austria         | -       | Finlandia       | 27-53     |
| 04.05.51 | Austria         | -       | Turquía         | 18-50     |
| 04.05.51 | Finlandia       | -       | Unión Soviética | 36-74     |
| 05.05.51 | Finlandia       | -       | Dinamarca       | 44-19     |
| 05.05.51 | Unión Soviética | -       | Turquía         | 58-34     |
| 06.05.51 | Turquía         | -       | Dinamarca       | 83-36     |
| 06.05.51 | Unión Soviética | -       | Austria         | 71-34     |
| 07.05.51 | Dinamarca       | -       | Austria         | 26-33     |
| 07.05.51 | Turquía         | -       | Finlandia       | 60-42     |

### Grupo C
| Equipo   | J | G | P | T+  | T-  | DT  | PTS |
| -------- | - | - | - | --- | --- | --- | --- |
| Bulgaria | 3 | 3 | 0 | 147 | 70  | +77 | 6   |
| Grecia   | 3 | 2 | 1 | 121 | 103 | +18 | 5   |
| Portugal | 3 | 1 | 2 | 69  | 158 | -89 | 4   |
| Rumanía  | 3 | 0 | 3 | 0   | 6   | -6  | 3   |

| Fecha    | Partido  | Partido | Partido  | Resultado |
| -------- | -------- | ------- | -------- | --------- |
| 04.05.51 | Portugal | -       | Grecia   | 35-81     |
| --.--.-- | Bulgaria | -       | Rumanía  | 2-0       |
| 06.05.51 | Grecia   | -       | Bulgaria | 38-68     |
| --.--.-- | Portugal | -       | Rumanía  | 2-0       |
| 07.05.51 | Bulgaria | -       | Portugal | 77-32     |
| --.--.-- | Grecia   | -       | Rumanía  | 2-0       |

La selección de Rumanía no se presentó a los partidos y fue clasificada en el puesto 18. Todos los encuentros que debió jugar se le imputaron como perdidos por el resultado de 100 a 0.

### Grupo D
| Equipo              | J | G | P | T+  | T-  | DT   | PTS |
| ------------------- | - | - | - | --- | --- | ---- | --- |
| Bélgica             | 3 | 3 | 0 | 208 | 81  | +127 | 6   |
| Checoslovaquia      | 3 | 2 | 1 | 203 | 99  | +104 | 5   |
| Alemania Occidental | 3 | 1 | 2 | 117 | 157 | -40  | 4   |
| Escocia             | 3 | 0 | 3 | 68  | 259 | -191 | 3   |

| Fecha    | Partido             | Partido | Partido             | Resultado |
| -------- | ------------------- | ------- | ------------------- | --------- |
| 04.05.51 | Alemania Occidental | -       | Bélgica             | 18-70     |
| 04.05.51 | Escocia             | -       | Checoslovaquia      | 18-103    |
| 05.05.51 | Checoslovaquia      | -       | Bélgica             | 38-51     |
| 06.05.51 | Checoslovaquia      | -       | Alemania Occidental | 62-30     |
| 06.05.51 | Bélgica             | -       | Escocia             | 87-25     |
| 07.05.51 | Escocia             | -       | Alemania Occidental | 25-69     |

### Repesca
Debido a la retirada de Rumanía hubo de jugarse un encuentro de repesca entre los dos últimos de los grupos A y B. El ganador se clasificó para la ronda de consolación (puestos 9 a 16), y el perdedor quedó clasificado en el puesto 17.
| Fecha    | Partido    | Partido | Partido   | Resultado |
| -------- | ---------- | ------- | --------- | --------- |
| 07.05.51 | Luxemburgo | -       | Dinamarca | 45-46     |

## Segunda Fase (Puestos 9 a 16)

### Grupo 1
| Equipo              | J | G | P | T+  | T-  | DT  | PTS |
| ------------------- | - | - | - | --- | --- | --- | --- |
| Austria             | 3 | 3 | 0 | 118 | 112 | +16 | 6   |
| Alemania Occidental | 3 | 1 | 2 | 132 | 129 | +3  | 4   |
| Suiza               | 3 | 1 | 2 | 134 | 136 | -2  | 4   |
| Portugal            | 3 | 1 | 2 | 122 | 139 | -17 | 4   |

| Fecha    | Partido             | Partido | Partido             | Resultado |
| -------- | ------------------- | ------- | ------------------- | --------- |
| 08.05.51 | Portugal            | -       | Austria             | 31-43     |
| 08.05.51 | Suiza               | -       | Alemania Occidental | 51-48     |
| 09.05.51 | Suiza               | -       | Austria             | 34-36     |
| 09.05.51 | Alemania Occidental | -       | Portugal            | 47-39     |
| 10.05.51 | Austria             | -       | Alemania Occidental | 39-37     |
| 10.05.51 | Suiza               | -       | Portugal            | 49-52     |

### Grupo 2
| Equipo       | J | G | P | T+  | T-  | DT  | PTS |
| ------------ | - | - | - | --- | --- | --- | --- |
| Finlandia    | 3 | 3 | 0 | 201 | 119 | +82 | 6   |
| Países Bajos | 3 | 2 | 1 | 162 | 111 | +51 | 5   |
| Dinamarca    | 3 | 1 | 2 | 99  | 158 | -59 | 4   |
| Escocia      | 3 | 0 | 3 | 101 | 175 | -74 | 3   |

| Fecha    | Partido      | Partido | Partido      | Resultado |
| -------- | ------------ | ------- | ------------ | --------- |
| 08.05.51 | Escocia      | -       | Finlandia    | 32-73     |
| 08.05.51 | Dinamarca    | -       | Países Bajos | 17-55     |
| 09.05.51 | Dinamarca    | -       | Finlandia    | 35-62     |
| 09.05.51 | Países Bajos | -       | Escocia      | 55-28     |
| 10.05.51 | Finlandia    | -       | Países Bajos | 66-52     |
| 10.05.51 | Dinamarca    | -       | Escocia      | 47-41     |

## Segunda Fase (Puestos 1 a 8)

### Grupo 1
| Equipo   | J | G | P | T+  | T-  | DT  | PTS |
| -------- | - | - | - | --- | --- | --- | --- |
| Francia  | 3 | 2 | 1 | 149 | 140 | +9  | 5   |
| Bulgaria | 3 | 2 | 1 | 152 | 142 | +10 | 5   |
| Turquía  | 3 | 2 | 1 | 125 | 124 | +1  | 5   |
| Bélgica  | 3 | 0 | 3 | 122 | 142 | -20 | 3   |

| Fecha    | Partido  | Partido | Partido  | Resultado |
| -------- | -------- | ------- | -------- | --------- |
| 08.05.51 | Francia  | -       | Bélgica  | 53-49     |
| 08.05.51 | Bulgaria | -       | Turquía  | 52-45     |
| 09.05.51 | Bélgica  | -       | Bulgaria | 41-51     |
| 09.05.51 | Francia  | -       | Turquía  | 40-42     |
| 10.05.51 | Turquía  | -       | Bélgica  | 38-32     |
| 10.05.51 | Francia  | -       | Bulgaria | 56-49     |

### Grupo 2
| Equipo          | J | G | P | T+  | T-  | DT  | PTS |
| --------------- | - | - | - | --- | --- | --- | --- |
| Unión Soviética | 3 | 3 | 0 | 175 | 121 | +54 | 6   |
| Checoslovaquia  | 3 | 2 | 1 | 157 | 127 | +30 | 5   |
| Italia          | 3 | 1 | 2 | 140 | 177 | -37 | 4   |
| Grecia          | 3 | 0 | 3 | 133 | 180 | -47 | 3   |

| Fecha    | Partido         | Partido | Partido         | Resultado |
| -------- | --------------- | ------- | --------------- | --------- |
| 08.05.51 | Checoslovaquia  | -       | Unión Soviética | 37-53     |
| 08.05.51 | Grecia          | -       | Italia          | 51-64     |
| 09.05.51 | Grecia          | -       | Unión Soviética | 42-64     |
| 09.05.51 | Italia          | -       | Checoslovaquia  | 34-66     |
| 10.05.51 | Unión Soviética | -       | Italia          | 60-42     |
| 10.05.51 | Grecia          | -       | Checoslovaquia  | 40-54     |

## Fase final

### Puestos del 1 al 4
|  | Puestos del 1 al 4 | Puestos del 1 al 4 |    |         | Final                  | Final |  |
|  |                    |                    |    |         |                        |       |  |
|  |                    |                    |    |         |                        |       |  |
|  |                    |                    |    |         |                        |       |  |
|  | Francia            | 50                 |    |         |                        |       |  |
|  | Checoslovaquia     | 59                 |    |         |                        |       |  |
|  |                    |                    |    |         |                        |       |  |
|  |                    |                    |    |         |                        |       |  |
|  |                    |                    |    |         | Checoslovaquia         | 44    |  |
|  |                    | Unión Soviética    | 45 |         |                        |       |  |
|  |                    |                    |    |         |                        |       |  |
|  |                    |                    |    |         |                        |       |  |
|  |                    |                    |    |         | Tercer y cuarto puesto |       |  |
|  |                    |                    |    |         |                        |       |  |
|  | Unión Soviética    | 72'                |    | Francia | 55                     |       |  |
|  | Bulgaria           | 54                 |    |         | Bulgaria               | 52    |  |

### Puestos del 5 al 8
|  | Puestos del 5 al 8 | Puestos del 5 al 8 |    |        | Puesto 5 | Puesto 5 |  |
|  |                    |                    |    |        |          |          |  |
|  |                    |                    |    |        |          |          |  |
|  |                    |                    |    |        |          |          |  |
|  | Turquía            | 42                 |    |        |          |          |  |
|  | Grecia             | 36                 |    |        |          |          |  |
|  |                    |                    |    |        |          |          |  |
|  |                    |                    |    |        |          |          |  |
|  |                    |                    |    |        | Turquía  | 38       |  |
|  |                    | Italia             | 43 |        |          |          |  |
|  |                    |                    |    |        |          |          |  |
|  |                    |                    |    |        |          |          |  |
|  |                    |                    |    |        | Puesto 7 |          |  |
|  |                    |                    |    |        |          |          |  |
|  | Italia             | 48                 |    | Grecia | 28       |          |  |
|  | Bélgica            | 36                 |    |        | Bélgica  | 39       |  |

### Puestos del 9 al 12
|  | Puestos del 9 al 12 | Puestos del 9 al 12 |    |         | Puesto 9            | Puesto 9 |  |
|  |                     |                     |    |         |                     |          |  |
|  |                     |                     |    |         |                     |          |  |
|  |                     |                     |    |         |                     |          |  |
|  | Austria             | 28                  |    |         |                     |          |  |
|  | Países Bajos        | 44                  |    |         |                     |          |  |
|  |                     |                     |    |         |                     |          |  |
|  |                     |                     |    |         |                     |          |  |
|  |                     |                     |    |         | Países Bajos        | 52       |  |
|  |                     | Finlandia           | 57 |         |                     |          |  |
|  |                     |                     |    |         |                     |          |  |
|  |                     |                     |    |         |                     |          |  |
|  |                     |                     |    |         | Puesto 11           |          |  |
|  |                     |                     |    |         |                     |          |  |
|  | Finlandia           | 67                  |    | Austria | 51                  |          |  |
|  | Alemania Occidental | 56                  |    |         | Alemania Occidental | 49       |  |

### Puestos del 13 al 16
|  | Puestos del 13 al 16 | Puestos del 13 al 16 |    |         | Puesto 13 | Puesto 13 |  |
|  |                      |                      |    |         |           |           |  |
|  |                      |                      |    |         |           |           |  |
|  |                      |                      |    |         |           |           |  |
|  | Suiza                | 68                   |    |         |           |           |  |
|  | Escocia              | 19                   |    |         |           |           |  |
|  |                      |                      |    |         |           |           |  |
|  |                      |                      |    |         |           |           |  |
|  |                      |                      |    |         | Suiza     | 54        |  |
|  |                      | Dinamarca            | 22 |         |           |           |  |
|  |                      |                      |    |         |           |           |  |
|  |                      |                      |    |         |           |           |  |
|  |                      |                      |    |         | Puesto 15 |           |  |
|  |                      |                      |    |         |           |           |  |
|  | Dinamarca            | 46                   |    | Escocia | 42        |           |  |
|  | Portugal             | 39                   |    |         | Portugal  | 49        |  |

### Puestos del 13º al 16º
| Fecha    | Partido   | Partido | Partido  | Resultado |
| -------- | --------- | ------- | -------- | --------- |
| 11.05.51 | Suiza     | -       | Escocia  | 68-19     |
| 11.05.51 | Dinamarca | -       | Portugal | 46-39     |

### Puestos del 9º al 12º
| Fecha    | Partido   | Partido | Partido             | Resultado |
| -------- | --------- | ------- | ------------------- | --------- |
| 11.05.51 | Austria   | -       | Países Bajos        | 28-44     |
| 11.05.51 | Finlandia | -       | Alemania Occidental | 67-56     |

### Puestos del 5º al 8º
| Fecha    | Partido | Partido | Partido | Resultado |
| -------- | ------- | ------- | ------- | --------- |
| 11.05.51 | Turquía | -       | Grecia  | 42-36     |
| 11.05.51 | Italia  | -       | Bélgica | 48-36     |

### Semifinales
| Fecha    | Partido         | Partido | Partido        | Resultado |
| -------- | --------------- | ------- | -------------- | --------- |
| 11.05.51 | Francia         | -       | Checoslovaquia | 50-59     |
| 11.05.51 | Unión Soviética | -       | Bulgaria       | 72-54     |

### Decimoquinto puesto
| Fecha    | Partido | Partido | Partido  | Resultado |
| -------- | ------- | ------- | -------- | --------- |
| 12.05.51 | Escocia | -       | Portugal | 42-49     |

### Decimotercer puesto
| Fecha    | Partido | Partido | Partido   | Resultado |
| -------- | ------- | ------- | --------- | --------- |
| 12.05.51 | Suiza   | -       | Dinamarca | 54-22     |

### Undécimo puesto
| Fecha    | Partido | Partido | Partido             | Resultado |
| -------- | ------- | ------- | ------------------- | --------- |
| 12.05.51 | Austria | -       | Alemania Occidental | 51-49     |

### Noveno puesto
| Fecha    | Partido      | Partido | Partido   | Resultado |
| -------- | ------------ | ------- | --------- | --------- |
| 12.05.51 | Países Bajos | -       | Finlandia | 52-57     |

### Séptimo puesto
| Fecha    | Partido | Partido | Partido | Resultado |
| -------- | ------- | ------- | ------- | --------- |
| 12.05.51 | Grecia  | -       | Bélgica | 28-39     |

### Quinto puesto
| Fecha    | Partido | Partido | Partido | Resultado |
| -------- | ------- | ------- | ------- | --------- |
| 12.05.51 | Turquía | -       | Italia  | 38-43     |

### Tercer puesto
| Fecha    | Partido | Partido | Partido  | Resultado |
| -------- | ------- | ------- | -------- | --------- |
| 12.05.51 | Francia | -       | Bulgaria | 55-52     |

### Final
| Fecha    | Partido        | Partido | Partido         | Resultado |
| -------- | -------------- | ------- | --------------- | --------- |
| 12.05.51 | Checoslovaquia | -       | Unión Soviética | 44-45     |

## Medallero
|                 |                |         |
| Unión Soviética | Checoslovaquia | Francia |

## Clasificación final
| 1. - Unión Soviética 9-0   |
| 2. - Checoslovaquia 5-3    |
| 3. - Francia 6-3           |
| 4. - Bulgaria 5-3          |
| 5. - Italia 6-3            |
| 6. - Turquía 6-3           |
| 7. - Bélgica 4-4           |
| 8. - Grecia 2-6            |
| 9. - Finlandia 7-2         |
| 10. - Países Bajos 6-3     |
| 11. - Austria 5-4          |
| 12. - Alemania Federal 2-6 |
| 13. - Suiza 4-5            |
| 14. - Dinamarca 3-7        |
| 15. - Portugal 3-5         |
| 16. - Escocia 0-8          |
| 17. - Luxemburgo 0-5       |
| 18. - Rumania 0-3          |

## Trofeos individuales

### Mejor jugadorMVP
- Ivan Mrazek

## Plantilla de los 4 primeros clasificados
1.Unión Soviética: Otar Korkia, Stepas Butautas, Joann Lõssov, Anatoly Konev, Ilmar Kullam, Heino Kruus, Alexander Moiseev, Justinas Lagunavičius, Anatoly Belov, Vasili Kolpakov, Yuri Larionov, Evgeni Nikitin, Viktor Vlasov, Oleg Mamontov (Entrenador: Stepan Spandarian)
2.Checoslovaquia: Ivan Mrázek, Jiri Baumruk, Zdenek Bobrovsky, Miroslav Skerik, Jaroslav Sip, Jan Kozak, Miroslav Baumruk, Karel Belohradsky, Miroslav Dostal, Jindrich Kinsky, Zoltan Krenicky, Jiri Matousek, Milos Nebuchla, Arnost Novak, Karel Sobota, Zdenek Rylich, Stanislav Vykydal (Entrenador: Josef Andrle)
3.Francia: André Buffière, René Chocat, Jacques Dessemme, Louis Devoti, Jacques Freimuller, Robert Guillin, Robert Monclar, Marc Peironne, Marc Quiblier, Jean-Pierre Salignon, Pierre Thiolon, André Vacheresse, Jean Perniceni, Justy Specker (Entrenador: Robert Busnel)
4.Bulgaria: Georgi Georgiev, Stefan Bankov, Nejcho Nejchev, Vladimir Slavov, Ilija Asenov, Petar Shishkov, Kiril Semov, Konstantin Totev, Anton Kuzov, Gencho Rashkov, Ivan Vladimirov, Dimitar Popov, Metodi Tomovski (Entrenador: Veselin Temkov)